# جوزيف جي. أرمسترونغ
جوزيف جي. أرمسترونغ (بالإنجليزية: Joseph G. Armstrong)‏ هو سياسي أمريكي، ولد في 2 فبراير 1867 في بيتسبرغ في الولايات المتحدة، وتوفي بنفس المكان في 19 نوفمبر 1931 بسبب ذات الرئة. حزبياً، نشط في الحزب الجمهوري. وقد انتخب عمدة بيتسبرغ (5 يناير 1914 – 7 يناير 1918).